# العلاقات الصينية اللبنانية
العلاقات الصينية اللبنانية هي العلاقات الثنائية التي تجمع بين الصين ولبنان.

## مقارنة بين البلدين
هذه مقارنة عامة ومرجعية للدولتين:
| وجه المقارنة                                              | الصين                    | لبنان                                                                |
| --------------------------------------------------------- | ------------------------ | -------------------------------------------------------------------- |
| المساحة (كم2)                                             | 9.60 مليون               | 10.45 ألف                                                            |
| عدد السكان (نسمة)                                         | 1.33 مليار               | 6.10 مليون                                                           |
| الكثافة السكانية (ن./كم²)                                 | 138.54                   | 583.73                                                               |
| العاصمة                                                   | بكين                     | بيروت                                                                |
| اللغة الرسمية                                             | اللغة الصينية القياسية   | اللغة العربية، لغة فرنسية                                            |
| العملة                                                    | رنمينبي                  | ليرة لبنانية                                                         |
| الناتج المحلي الإجمالي (بليون دولار)                      | 12.24 تريليون            | 51.84 مليار                                                          |
| الناتج المحلي الإجمالي (تعادل القوة الشرائية) بليون دولار | 19.82 تريليون            | 81.54 مليار                                                          |
| الناتج المحلي الإجمالي الاسمي للفرد دولار أمريكي          | 8.03 ألف                 | 8.05 ألف                                                             |
| الناتج المحلي الإجمالي للفرد دولار أمريكي                 | 13.21 ألف                | 17.46 ألف                                                            |
| مؤشر التنمية البشرية                                      | 0.728                    | 0.769                                                                |
| رمز المكالمات الدولي                                      | +86                      | +961                                                                 |
| رمز الإنترنت                                              | .cn، .中国 ‏، .中國 ‏      | .lb                                                                  |
| المنطقة الزمنية                                           | توقيت الصين، ت ع م+08:00 | ت ع م+02:00، ت ع م+03:00، توقيت شرق أوروبا، توقيت شرق أوروبا الصيفي ‏ |

## منظمات دولية مشتركة
يشترك البلدان في عضوية مجموعة من المنظمات الدولية، منها:
| علم المنظمة | اسم المنظمة                               | تاريخ انضمام الصين | تاريخ انضمام لبنان |
| ----------- | ----------------------------------------- | ------------------ | ------------------ |
|             | مؤسسة التنمية الدولية                     | 24 سبتمبر 1960     | 10 أبريل 1962      |
|             | يونسكو                                    | 4 نوفمبر 1946      | 4 نوفمبر 1946      |
|             | وكالة ضمان الاستثمار متعدد الأطراف        | 30 أبريل 1988      | 19 أكتوبر 1994     |
|             | الأمم المتحدة                             | 25 أكتوبر 1971     | 24 أكتوبر 1945     |
|             | الاتحاد البريدي العالمي                   | ?                  | ?                  |
|             | البنك الدولي للإنشاء والتعمير             | 27 ديسمبر 1945     | 14 أبريل 1947      |
|             | الاتحاد الدولي للاتصالات                  | 1 سبتمبر 1920      | 12 يناير 1924      |
|             | منظمة حظر الأسلحة الكيميائية              | ?                  | ?                  |
|             | مؤسسة التمويل الدولية                     | 15 يناير 1969      | 28 ديسمبر 1956     |
|             | المركز الدولي لتسوية المنازعات الاستشارية | 6 فبراير 1993      | 25 أبريل 2003      |
|             | منظمة الشرطة الجنائية الدولية             | ?                  | ?                  |

## أعلام
هذه قائمة لبعض الشخصيات التي تربطها علاقات بالبلدين:
- جورج حاتم (1910[18][19] – 1988[18])

## وصلات خارجية
- موقع وزارة الخارجية الصينية